# ベイビーティース
『ベイビーティース』（Babyteeth）は2019年のオーストラリアの青春映画。シャノン・マーフィー監督の長編デビュー作で、出演はエリザ・スカンレンとトビー・ウォレスなど。病と闘う少女が危険な不良少年と繰り広げる最初で最後の恋を描いている。原作はリタ・カルニェイによる舞台劇『Babyteeth』で、カルニェイが脚本を担当している。

## ストーリー
ミラ・フィンレイは末期の病を患っていた。そんなある日、ミラはドラッグの売人、モーゼスと知り合いになった。ミラにとって、自分を病人扱いせず、1人の人間として接してくれるモーゼスはそれだけで有り難い存在だった。当初、ミラの両親（ヘンリーとアンナ）は娘がアウトローと親しくなることを苦々しく思っていたが、娘の幸せそうな姿を見て徐々に態度を軟化させていった。そして、ミラたちに受け入れられたことで、モーゼスの荒んだ心も癒やされていき、更生への道を歩み始めるのだった。

## キャスト
- ミラ・フィンレイ: エリザ・スカンレン - 難病の少女。
- モーゼス: トビー・ウォレス（ドイツ語版、イタリア語版） - 不良少年。
- アンナ・フィンレイ: エッシー・デイヴィス - ミラの母親。元ピアニスト。精神を病んでいる。
- ヘンリー・フィンレイ: ベン・メンデルソーン - ミラの父親。精神科医。
- トビー: エミリー・バークレイ（英語版） - 向かいの家の妊婦。
- ギドン: ユージーン・ギルフェッダー - ミラのバイオリンの先生。アンナの旧友。
- ティン・ワー: エドワード・ラウ - バイオリン教室の幼い生徒。
- アイザック: ザック・グレック - モーゼスの弟。
- ポリー: ジョージナ・シムズ - モーゼスとアイザックの母親。
- スカーレット: ミシェル・ロッターズ - ミラの同級生。
- ジェニー: アンドレア・デメトリアデス（英語版）

## 製作
2018年5月2日、ベン・メンデルソーンとエッシー・デイヴィスが本作に出演すると報じられた。2020年10月2日、本作のサウンドトラックが発売された。

## 公開・マーケティング
2019年9月4日、本作は第76回ヴェネツィア国際映画祭でプレミア上映され、トビー・ウォレスがその演技を評価されてマルチェロ・マストロヤンニ賞を受賞した。10月15日、IFCフィルムズが本作の全米配給権を獲得したとの報道があった。2020年5月7日、本作のオフィシャル・トレイラーが公開された。

## 評価
本作は批評家から絶賛されている。映画批評集積サイトのRotten Tomatoesには130件のレビューがあり、批評家支持率は94%、平均点は10点満点で7.52点となっている。サイト側による批評家の見解の要約は「演技は見事で、演出も繊細である。『ベイビーティース』は青春映画に属する作品の中でも特に込み入ったストーリーを展開しているが、観客はその見事な出来を楽しめる。」となっている。また、Metacriticには29件のレビューがあり、加重平均値は77/100となっている。